# Admontia stackelbergi
Admontia stackelbergi är en tvåvingeart som först beskrevs av Louis-Paul Mesnil 1963.  Admontia stackelbergi ingår i släktet Admontia och familjen parasitflugor. Inga underarter finns listade i Catalogue of Life.